# Споменик природе Дуд код Шуљма
Споменик природе Дуд код Шуљма је стабло црног дуда које се налази на изласку из Шуљма, територија града Сремска Митровица, старо око две стотине година, за споменик природе од локалног значаја проглашен 2023. године.

## Локација
Стабло дуда се налази на јужним падинама Фрушке горе, у реону насеља Шуљам, на територији града Сремске Митровице, у Сремском округу.Удаљен је 4-5 метара од раскрснице према селу.
Споменик природе Дуд код Шуљма заузима површину од 415m2 која представља пројекцију крошње дуда на травнатој подлози.

## Споменик природе
Покрајински завод за заштиту природе у свој Регистар заштићених природних добара уписао је Споменик природе Дуд код Шумља након што је Скупштина града Сремска Митровица на седници одржаној 31. октобра 2023. године донела Одлуку о проглашењу заштите Споменика природе Дуд код Шуљма. Одлука је објављена у Службеном листу Града Сремска Митровица број 16/2023. Одлука је донете на основу предлога и студија заштите као стручно-документационих основа за успоставлјање заштите које је израдио Покрајински завод за заштиту природе.
На заштићеном подручју примењује се режим заштите III степена, а циљ је очување овог природног споменика и спречавање било каквих активности које би могле нарушити његове темељне вредности. Забране укључују сечу стабла, ломљење грана, грађевинске радове, постављање рекламних табли, бацање смећа и многе друге активности које би могле угрозити дуд.

## Дуд код Шуљма
Споменик природе Дуд код Шуљма је стабло црног дуда (Morus nigra L.) које се одликује својим импресивним димензијама, густом крошњом и очуваном виталношћу. Обим дебла је око 530 центиметара и ширина крошње и до 23 метра. Дуд је стар 180-200 година.

## Иницијативе за заштиту дуда
Године 2017. агроном у пензији Душан Стефановић покренуо је иницијативу за заштиту дуда код Шуљма. Иницијатива је наишла на подршку и глумца Александра Берчека, као и представника винарије „Пробус“ из Великих Радинаца. Њихова заједничка посвећеност очувању овог дуда резултирала је проглашењем споменика природе.

## Управљач
Управљач заштићеног подручја Споменика природе Дуд код Шуљма је винарија "Пробус" из Великих Радинаца.